# S-VT
Il S-VT, o Sequential Valve Timing, è una tecnologia sviluppata da Mazda per variare la fasatura delle valvole a fungo, il S-VT varia la fasatura delle valvole d'aspirazione mediante della pressione idraulica, in modo da far ruotare l'albero a camme.
Il S-VT è stato introdotto nel 1998 sul motore ZL-DE e viene utilizzato nelle famiglie di motori B-, Z-, MZR- e J-.